# Thai League Cup 2019
Der Thai League Cup 2019 war die zehnte Saison in der zweiten Ära eines Fußballwettbewerbs in Thailand. Das Turnier wurde von Toyota gesponsert und war daher auch als Toyota League Cup (thailändisch โตโยต้า ลีกคัพ) bekannt. 83 Vereine nahmen an dem Turnier teil. Das Turnier begann mit der ersten Qualifikationsrunde am 23./24. Februar 2019 und wurde mit dem Finale am 28. September 2019 abgeschlossen.
Das Preisgeld für den Sieger betrug rund 5 Millionen Baht, der Zweitplatzierte erhielt rund 1 Million Baht.

## Termine
| Runde                  | Datum                       |
| ---------------------- | --------------------------- |
| 1. Qualifikationsrunde | 23./24. Februar 2019        |
| 2. Qualifikationsrunde | 23. Februar / 13. März 2019 |
| Play-off-Qualifikation | 24. April 2019              |
| 1. Runde               | 15. Mai 2019                |
| Achtelfinale           | 3. Juli 2019                |
| Viertelfinale          | 24. Juli 2019               |
| Halbfinale             | 14. August 2019             |
| Finale                 | 28. September 2019          |

## Spiele

### 1. Qualifikationsrunde

#### Northern Region
| Datum                         |                        | Ergebnis  |                      |
| ----------------------------- | ---------------------- | --------- | -------------------- |
| 23. Februar 2019 um 15:30 Uhr | Chiangrai City FC (T3) | 2:1 n. V. | Wat Bot City FC (T4) |
| 23. Februar 2019 um 15:30 Uhr | Kamphaengphet FC (T3)  | 1:0       | Uttaradit FC (T4)    |
| 23. Februar 2019 um 18:00 Uhr | Phrae United FC (T3)   | 1:0       | Phitsanulok FC (T4)  |

#### North/Eastern Region
| Datum                         |                                     | Ergebnis  |                              |
| ----------------------------- | ----------------------------------- | --------- | ---------------------------- |
| 23. Februar 2019 um 15:30 Uhr | Huai Thalaeng United FC (T4)        | 3:4 n. V. | Khon Kaen Mordindang FC (T4) |
| 23. Februar 2019 um 15:30 Uhr | Surin Sugar Khong Chee Mool FC (T4) | 0:2       | Ubon Ratchathani FC (T3)     |
| 23. Februar 2019 um 19:00 Uhr | Khon Kaen United FC (T3)            | 4:1       | Kalasin FC (T4)              |

#### Eastern Region
| Datum                         |                           | Ergebnis |                             |
| ----------------------------- | ------------------------- | -------- | --------------------------- |
| 23. Februar 2019 um 15:30 Uhr | Bankhai United FC (T4)    | 1:2      | Chachoengsao Hi-Tek FC (T3) |
| 23. Februar 2019 um 15:30 Uhr | Pluakdaeng United FC (T4) | 1:0      | Saimit Kabin United FC (T4) |
| 24. Februar 2019 um 18:00 Uhr | Royal Thai Fleet FC (T3)  | 2:1      | Marines Eureka FC (T3)      |

#### Western Region
| Datum                         |                              | Ergebnis  |                         |
| ----------------------------- | ---------------------------- | --------- | ----------------------- |
| 23. Februar 2019 um 15:30 Uhr | Samut Songkhram FC (T4)      | 4:2 n. V. | Chainat United FC (T4)  |
| 23. Februar 2019 um 17:30 Uhr | Hua Hin City FC (T4)         | 1:2       | Simork FC (T3)          |
| 23. Februar 2019 um 18:00 Uhr | Nakhon Pathom United FC (T3) | 3:0       | Muangkan United FC (T3) |

#### Bangkok Metropolitan Region
| Datum                         |                               | Ergebnis              |                                  |
| ----------------------------- | ----------------------------- | --------------------- | -------------------------------- |
| 23. Februar 2019 um 15:30 Uhr | Grakcu Sai Mai United FC (T4) | 2:2 n. V. (5:4 i. E.) | BTU United FC (T3)               |
| 23. Februar 2019 um 15:30 Uhr | Bangkok FC (T3)               | 1:0                   | North Bangkok University FC (T3) |
| 23. Februar 2019 um 15:30 Uhr | Thonburi University FC (T4)   | 2:1                   | Raj-Pracha FC (T3)               |

#### Southern Region
| Datum                         |                          | Ergebnis              |                          |
| ----------------------------- | ------------------------ | --------------------- | ------------------------ |
| 23. Februar 2019 um 15:30 Uhr | Muangkhon WU FC (T4)     | 2:3                   | Ranong United FC (T3)    |
| 23. Februar 2019 um 15:30 Uhr | Phuket City FC (T3)      | 5:0                   | Pattani FC (T4)          |
| 23. Februar 2019 um 15:30 Uhr | Surat Thani FC (T3)      | 1:2                   | Trang FC (T3)            |
| 23. Februar 2019 um 15:30 Uhr | Hatyai City FC (T4)      | 1:1 n. V. (5:4 i. E.) | Nakhon Si United FC (T3) |
| 23. Februar 2019 um 15:30 Uhr | Surat Thani City FC (T4) | 2:1 n. V.             | Satun United FC (T4)     |
| 23. Februar 2019 um 18:00 Uhr | Phattalung FC (T3)       | 3:1                   | Jalor City FC (T4)       |

### 2. Qualifikationsrunde

#### North Region
| Datum                         |                               | Ergebnis |                            |
| ----------------------------- | ----------------------------- | -------- | -------------------------- |
| 23. Februar 2019 um 18:00 Uhr | Nakhon Mae Sot United FC (T4) | 0:1      | Singburi Bangrajun FC (T4) |
| 13. März 2019 um 15:30 Uhr    | Kamphaengphet FC (T3)         | 0:1      | Lamphun Warrior FC (T4)    |
| 13. März 2019 um 15:30 Uhr    | Phrae United FC (T3)          | 1:0      | Chiangrai City FC (T3)     |

#### North/East Region
| Datum                      |                              | Ergebnis              |                           |
| -------------------------- | ---------------------------- | --------------------- | ------------------------- |
| 13. März 2019 um 18:00 Uhr | Khon Kaen Mordindang FC (T4) | 1:4                   | Muang Loei United FC (T4) |
| 13. März 2019 um 19:00 Uhr | Khon Kaen United FC (T3)     | 2:2 n. V. (3:5 i. E.) | Ubon Ratchathani FC (T3)  |

#### East Region
| Datum                      |                             | Ergebnis  |                           |
| -------------------------- | --------------------------- | --------- | ------------------------- |
| 13. März 2019 um 18:00 Uhr | Royal Thai Fleet FC (T4)    | 0:1       | Pluakdaeng United FC (T4) |
| 13. März 2019 um 18:30 Uhr | Chachoengsao Hi-Tek FC (T3) | 1:0 n. V. | Koh Kwang FC (T4)         |

#### West Region
| Datum                      |                              | Ergebnis |                         |
| -------------------------- | ---------------------------- | -------- | ----------------------- |
| 13. März 2019 um 15:30 Uhr | Simork FC (T3)               | 1:0      | Angthong FC (T3)        |
| 13. März 2019 um 19:00 Uhr | Nakhon Pathom United FC (T3) | 4:0      | Samut Songkhram FC (T4) |

#### Bangkok Metropolitan Region
| Datum                      |                               | Ergebnis              |                      |
| -------------------------- | ----------------------------- | --------------------- | -------------------- |
| 13. März 2019 um 15:30 Uhr | Thonburi University FC (T4)   | 3:0                   | Samut Prakan FC (T4) |
| 13. März 2019 um 15:30 Uhr | Grakcu Sai Mai United FC (T4) | 1:1 n. V. (7:6 i. E.) | Bangkok FC (T3)      |

#### South Region
| Datum                      |                          | Ergebnis |                     |
| -------------------------- | ------------------------ | -------- | ------------------- |
| 13. März 2019 um 15:30 Uhr | Ranong United FC (T3)    | 2:1      | Trang FC (T4)       |
| 13. März 2019 um 15:30 Uhr | Surat Thani City FC (T4) | 1:0      | Phuket City FC (T3) |
| 13. März 2019 um 15:30 Uhr | Hatyai City FC (T4)      | 1:2      | Phattalung FC (T4)  |

### Play-off-Qualifikation
| Datum                       |                               | Ergebnis                |                             |
| --------------------------- | ----------------------------- | ----------------------- | --------------------------- |
| 24. April 2019 um 15:30 Uhr | Thonburi University FC (T4)   | 2:1                     | Thai Honda FC (T4)          |
| 24. April 2019 um 15:30 Uhr | Ranong United FC (T3)         | 1:0                     | Ubon United (T2)            |
| 24. April 2019 um 15:30 Uhr | Pluakdaeng United FC (T4)     | 0:3                     | Lampang FC (T2)             |
| 24. April 2019 um 15:30 Uhr | Ubon Ratchathani FC (T3)      | 1:3                     | Khon Kaen FC (T2)           |
| 24. April 2019 um 15:30 Uhr | Surat Thani City FC (T4)      | 2:1                     | Air Force United (T2)       |
| 24. April 2019 um 15:30 Uhr | Muang Loei United FC (T4)     | 2:1                     | Udon Thani FC (T2)          |
| 24. April 2019 um 15:30 Uhr | Grakcu Sai Mai United FC (T4) | 0:2                     | JL Chiangmai United FC (T2) |
| 24. April 2019 um 18:00 Uhr | Phattalung FC (T4)            | 2:3 n. V.               | MOF Customs United FC (T2)  |
| 24. April 2019 um 18:00 Uhr | Singburi Bangrajun FC (T4)    | 2:5 n. V.               | Ayutthaya United FC (T2)    |
| 24. April 2019 um 18:00 Uhr | Phrae United FC (T3)          | 3:3 n. V. (10:9 i. E.)  | Kasetsart FC (T2)           |
| 24. April 2019 um 18:00 Uhr | Samut Sakhon FC (T2)          | 0:1                     | Sisaket FC (T2)             |
| 24. April 2019 um 18:00 Uhr | Lamphun Warrior FC (T3)       | 1:3                     | Police Tero FC (T2)         |
| 24. April 2019 um 18:30 Uhr | Chachoengsao Hi-Tek FC (T3)   | 3:5 n. V.               | Rayong FC (T2)              |
| 24. April 2019 um 19:00 Uhr | Nakhon Pathom United FC (T3)  | 2:2 n. V. (11:12 i. E.) | Nongbua Pitchaya FC (T2)    |
| 24. April 2019 um 15:30 Uhr | BG Pathum United FC (T2)      | 4:1 n. V.               | Army United (T2)            |
| 24. April 2019 um 15:30 Uhr | Simork FC (T3)                | [ A 1 ]                 | Navy FC (T2)                |

1. ↑  Simork FC wurde während der  Saison gesperrt.

### 1. Runde
| Datum                     |                             | Ergebnis              |                           |
| ------------------------- | --------------------------- | --------------------- | ------------------------- |
| 15. Mai 2019 um 15:30 Uhr | Surat Thani City FC (T4)    | 3:1 n. V.             | Trat FC (T1)              |
| 15. Mai 2019 um 15:30 Uhr | Muang Loei United FC (T4)   | 2:1 n. V.             | Suphanburi FC (T1)        |
| 15. Mai 2019 um 15:30 Uhr | Thonburi University FC (T4) | 1:1 n. V. (3:2 i. E.) | Samut Prakan City FC (T1) |
| 15. Mai 2019 um 15:30 Uhr | Ranong United FC (T3)       | 1:0                   | PTT Rayong FC (T1)        |
| 15. Mai 2019 um 18:00 Uhr | Nongbua Pitchaya FC (T2)    | 3:2                   | Port FC (T1)              |
| 15. Mai 2019 um 18:00 Uhr | Khon Kaen FC (T2)           | 0:4                   | Chiangrai United (T1)     |
| 15. Mai 2019 um 18:00 Uhr | Sisaket FC (T2)             | 1:3                   | Bangkok United (T1)       |
| 15. Mai 2019 um 18:00 Uhr | Phrae United FC (T3)        | 1:2 n. V.             | Sukhothai FC (T1)         |
| 15. Mai 2019 um 18:00 Uhr | Navy FC (T2)                | 0:2                   | PT Prachuap FC (T1)       |
| 15. Mai 2019 um 18:00 Uhr | MOF Customs United FC (T2)  | 1:1 n. V. (4:3 i. E.) | Nakhon Ratchasima FC (T1) |
| 15. Mai 2019 um 19:00 Uhr | Lampang FC (T2)             | 2:3                   | Chainat Hornbill FC (T1)  |
| 15. Mai 2019 um 19:00 Uhr | BG Pathum United FC (T2)    | 3:0                   | Chiangmai FC (T1)         |
| 15. Mai 2019 um 19:00 Uhr | Rayong FC (T2)              | 1:4 n. V.             | Buriram United (T1)       |
| 15. Mai 2019 um 19:00 Uhr | Police Tero FC (T2)         | 1:0                   | Muangthong United (T1)    |
| 15. Mai 2019 um 19:00 Uhr | Ayutthaya United FC (T2)    | 1:1 n. V. (5:6 i. E.) | Ratchaburi Mitr Phol (T1) |
| 15. Mai 2019 um 20:00 Uhr | JL Chiangmai United FC (T2) | 2:1                   | Chonburi FC (T1)          |

### Achtelfinale
| Datum                     |                             | Ergebnis  |                            |
| ------------------------- | --------------------------- | --------- | -------------------------- |
| 3. Juli 2019 um 15:30 Uhr | Muang Loei United FC (T4)   | 1:2       | Bangkok United (T1)        |
| 3. Juli 2019 um 15:30 Uhr | Surat Thani City FC (T4)    | 2:5       | Chiangrai United (T1)      |
| 3. Juli 2019 um 15:30 Uhr | Thonburi University FC (T4) | 1:3       | PT Prachuap FC (T1)        |
| 3. Juli 2019 um 18:00 Uhr | JL Chiangmai United FC (T2) | 1:2 n. V. | Buriram United (T1)        |
| 3. Juli 2019 um 18:00 Uhr | Ranong United FC (T3)       | 1:0       | Sukhothai FC (T4)          |
| 3. Juli 2019 um 18:00 Uhr | Nongbua Pitchaya FC (T2)    | 1:0 n. V. | Ratchaburi Mitr Phol (T1)  |
| 3. Juli 2019 um 19:00 Uhr | BG Pathum United FC (T2)    | 5:0       | Chainat Hornbill FC (T1)   |
| 3. Juli 2019 um 19:00 Uhr | Police Tero FC (T2)         | 2:1       | MOF Customs United FC (T2) |

### Viertelfinale
| Datum                      |                          | Ergebnis              |                          |
| -------------------------- | ------------------------ | --------------------- | ------------------------ |
| 24. Juli 2019 um 18:00 Uhr | PT Prachuap FC (T1)      | 2:1                   | Police Tero FC (T2)      |
| 24. Juli 2019 um 18:00 Uhr | Ranong United FC (T3)    | 1:1 n. V. (1:4 i. E.) | Nongbua Pitchaya FC (T2) |
| 24. Juli 2019 um 19:00 Uhr | BG Pathum United FC (T2) | 0:1                   | Chiangrai United (T1)    |
| 24. Juli 2019 um 19:00 Uhr | Bangkok United (T1)      | 0:1 n. V.             | Buriram United (T1)      |

### Halbfinale
| Datum                        |                       | Ergebnis              |                          |
| ---------------------------- | --------------------- | --------------------- | ------------------------ |
| 14. August 2019 um 19:00 Uhr | Buriram United (T1)   | 2:0                   | Nongbua Pitchaya FC (T2) |
| 14. August 2019 um 19:00 Uhr | Chiangrai United (T1) | 3:3 n. V. (3:4 i. E.) | PT Prachuap FC (T1)      |

### Finale

#### Spielstatistik
| Paarung        | Buriram United – PT Prachuap FC |
| Ergebnis       | 1:1, 7:8 i. E. |
| Datum          | 28. September 2019 um 19:00 Uhr |
| Stadion        | SCG Stadium, Pak Kret |
| Zuschauer      | 11.218 |
| Schiedsrichter | Mongkolchai Pechsri |
| Tore           | 0:1 Maurinho (47.) 1:1 Supachai Jaided (74.) Elfmeterschießen: 1:0 Andrés Túñez Sompob Nilwong 2:0 Ratthanakorn Maikami 2:1 Adul Muensamaan Suphanat Mueanta 2:2 Ratchapol Nawanno 3:2 Supachai Jaided 3:3 Artyom Filiposyan 4:3 Suchao Nuchnum 4:4 Phuritad Jarikanon 5:4 Siwarak Tedsungnoen 5:5 Weerawut Kayem 6:5 Sasalak Haiprakhon 6:6 Sakunchai Saengthopho 7:6 Hajime Hosogai 7:7 Amorn Thammanarm Korrakot Wiriyaudomsiri 7:8 Seeket Madputeh |
| Buriram United | Siwarak Tedsungnoen – Narubadin Weerawatnodom (63. Suchao Nuchnum), Pansa Hemviboon, Andrés Túñez, Korrakot Wiriyaudomsiri, Hajime Hosogai, Sasalak Haiprakhon, Ratthanakorn Maikami, Supachok Sarachat, Supachai Jaided, Suphanat Mueanta Cheftrainer: Božidar Bandović ( Montenegro) |
| PT Prachuap FC | Nattapong Khajohnmalee – Seeket Madputeh, Artyom Filiposyan, Adnan Orahovac, Adul Muensamaan , Phuritad Jarikanon, Ratchapol Nawanno, Maurinho, Phanuwat Jinta (64. Amorn Thammanarm), Siroch Chatthong (76. Sakunchai Saengthopho), Supot Jodjam (83. Weerawut Kayem) Cheftrainer: Thawatchai Damrong-Ongtrakul |
| Gelbe Karten   | Hajime Hosogai (44.), Supachok Sarachat (89.) – Supot Jodjam (27.), Adul Muensamaan (86.), Sakunchai Saengthopho (90.), Adnan Orahovac (114.) |

#### Auswechselspieler
| Auswechselspieler                                                                                                 | Auswechselspieler |
| --- | --- |
| Buriram United | PT Prachuap FC |
| - Yotsapon Teangdar - Apiwat Ngaolamhin - Suchao Nuchnum (63.) ▲ - Airfan Doloh - Rasmus Jönsson - Nacer Barazite | - Hassachai Sankla - Sompob Nilwong - Weerawut Kayem (83.) ▲ - Saranyu Intarach - Piyachart Tamaphan - Wanchalerm Yingyong - Sakunchai Saengthopho (76.) ▲ - Amorn Thammanarm (64.) ▲ - Rawee Udomsilp |

## Torschützenliste
| Platz | Spieler                    | Mannschaft              | Tore |
| ----- | -------------------------- | ----------------------- | ---- |
| 01.   | Burnel Okana-Stazi         | Ranong United FC        | 4    |
| 01.   | Piyaphong Phrueksupee      | Thonburi University FC  | 4    |
| 03.   | Arnon Buspha               | Ayutthaya United FC     | 3    |
| 03.   | Barros Tardeli             | BG Pathum United FC     | 3    |
| 03.   | Bill                       | Chiangrai United        | 3    |
| 03.   | Soares                     | JL Chiangmai United FC  | 3    |
| 03.   | Takumu Nishihara           | Khon Kaen United FC     | 3    |
| 03.   | Wittaya Thanawatcharasanti | Muang Loei United FC    | 3    |
| 03.   | Diego                      | Nakhon Pathom United FC | 3    |
| 03.   | Oumar Sanou                | Surat Thani City FC     | 3    |
| 03.   | Pedro Augusto              | Surat Thani City FC     | 3    |